# Bjørn Ibsen
Bjørn Aage Ibsen (30. august 1915 på Frederiksberg – 7. august 2007) var en dansk anæstesilæge. Han var ansvarshavende, da polioepidemien ramte København i 1952.
Polioepidemien, der ramte København i 1952, var den største, som havde ramt en storby nogensinde, og gav genlyd verden over.[kilde mangler]
Under de tre første uger af epidemien døde 27 ud af 31 respirationsinsufficiente patienter trods behandling med kyrads- eller tankrespiration på Blegdamshospitalet (det senere Rigshospitalet). Behandlingen var dengang assisteret ventilation med en jernlunge.
Det lykkedes Bjørn Ibsen at overbevise sine skeptiske kolleger om, at den rigtige behandling af disse svært respirationsinsufficiente patienter var at sikre frie luftveje med en manuel eller mekanisk overtryksventilation i modsætning til undertryksventilation, som var princippet i jernlungen.
Mange lægestuderende sad på skift og ventilerede patienterne manuelt, og det reddede mange mennesker.
Den 1. april 1954 oprettedes på Københavns Kommunehospital med verdens første egentlige intensivafdeling med professor i anæstesiologi Bjørn Ibsen som chef.
Han var Kommandør af Dannebrog.